# Schitu Golești
Schitu Goleşti é uma comuna romena localizada no distrito de Argeş, na região de Muntênia. A comuna possui uma área de 25.80 km² e sua população era de 5041 habitantes segundo o censo de 2007.